# Большое Раковое (озеро)
Большое Раковое (устар. фин. Äyräpäänjärvi — Яюряпянярви) — озеро на Карельском перешейке в Выборгском районе Ленинградской области. Площадь поверхности — 7,5 км². Площадь водосборного бассейна — 371 км². Высота — 12,9 м.
В озеро впадает протока без названия от озера Глубокого через озеро Охотничье, вытекает река Булатная, связывающая его с Вуоксой.
Озеро образовалось на дне огромной котловины, вспаханной ледником и заполненной его талыми водами. Склоны котловины пологие и заболоченные. Длина озера — 6 км, наибольшая ширина — 4 км, площадь до 12 км². Озеро отличается причудливым изломом береговой линии, обилием узких заливов, бухт и горловин.
Мелководность озера — его наибольшая глубина не превышает 1 метра — послужила причиной сильного зарастания. Камыш, рогоз, рдест, телорез, уруть распространены повсеместно, но особенно мощные заросли образует тростник, достигающий четырёхметровой высоты. Дно выстилает толстый слой ила, легко взмучивающийся от ветра, отчего прозрачность воды низкая. Все эти признаки говорят о том, что озеро вступает в стадию дряхления. Однако оно представляет большую природную ценность. Ежегодно весной и осенью во время перелёта останавливаются здесь для кормёжки и отдыха многие виды водоплавающей и болотной дичи. Некоторые гнездятся тут и живут целое лето, а кряковая утка даже остается на зимовку. Изредка не улетает в теплые страны и серый гусь.
В 1976 году на территории примыкающей к озеру был организован Государственный природный комплексный заказник «Раковые озёра».